# Корпуана рудогорла
Корпуа́на рудогорла (Asthenes vilcabambae) — вид горобцеподібних птахів родини горнерових (Furnariidae). Ендемік Перу. Раніше вважався конспецифічним з аякучоанською корпуаною.

## Поширення і екологія
Рудогорлі корпуани мешкають в горах Кордильєра-де-Вількабамба на схід від річки Тамбо, на заході регіону Куско на півдні Перу. Вони живуть в підліску вологих гірських тропічних лісів та на високогірних луках парано. Зустрічаються на висоті від 2800 до 3600 м над рівнем моря.